# Wiejskie grzechy
Wiejskie grzechy (ros. Бабы рязанские, Baby riazanskije) – radziecki film niemy z 1927 roku w reżyserii Iwana Prawowa i Olgi Prieobrażenskiej.

## Obsada
- Gieorgij Bobynin jako Iwan
- Jelena Maksimowa jako Łukierja
- Olga Narbiekowa jako Matwiejewna
- Raisa Pużna jako Anna
- Iwan Sawieljew jako Nikołaj
- Emma Cesarska jako Wasilisa
- Kuźma Jastriebicki jako Wasilij Szyronin
- Gula Korolowa jako najmniejsza „baba riazańska”